# قیچی میو

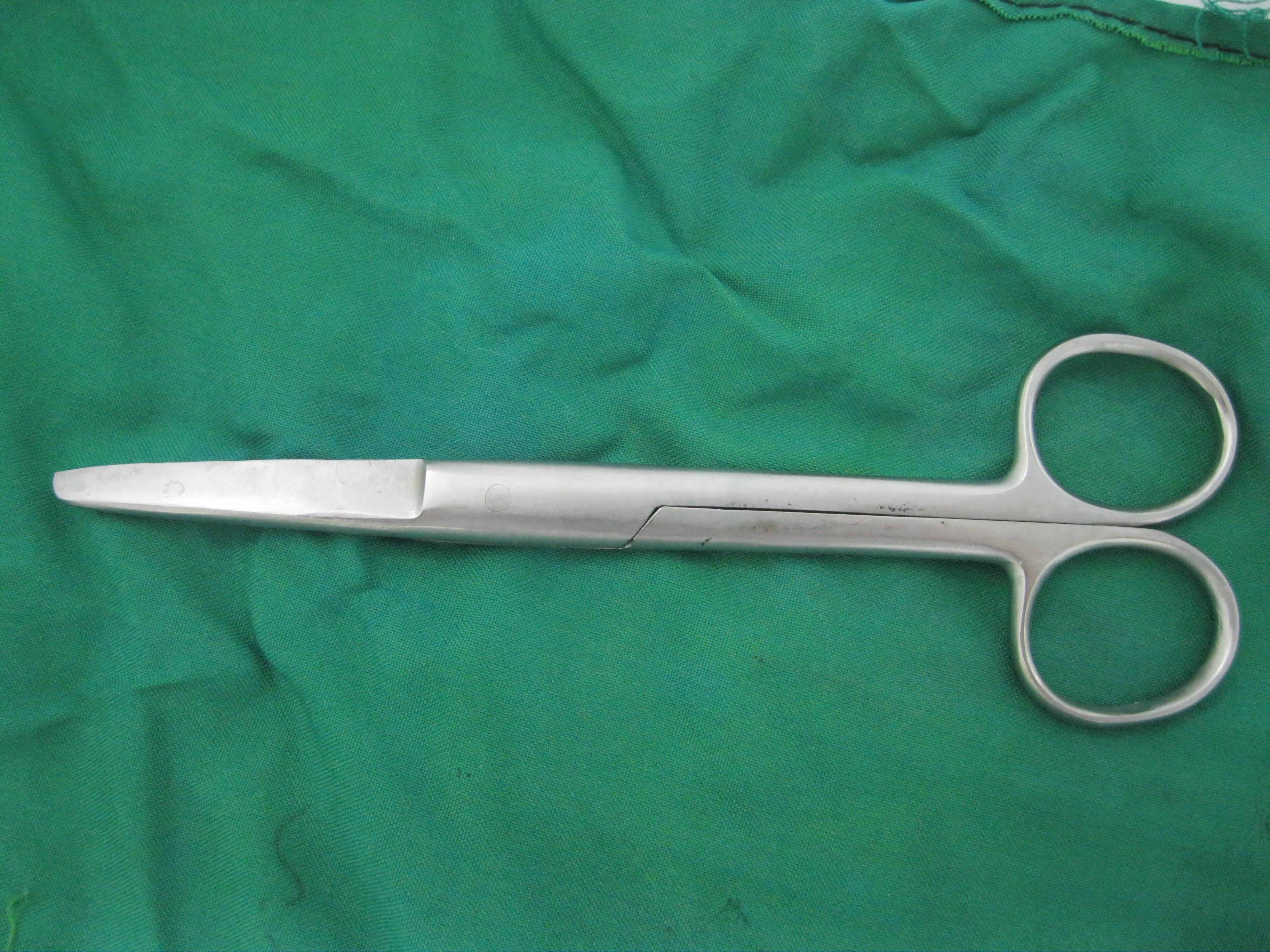
قیچی میو

قیچی مِیو (به انگلیسی: Mayo scissors) گونه‌ای  از قیچی‌های جراحی مورد استفاده جهت بریدن فاسیا که از جنس فولاد ضد زنگ یا تیتانیوم می‌باشد.
- قیچی میو توسط جراحان کلینیک میو طراحی شده‌است.